# Catalina de Balboa Ugarte
Catalina de Balboa Ugarte, (Catalina de San Mateo de la Concepción) (född 30 april 1648 i Santa María de Guía de Gran Canaria, Kanarieöarna – död 26 maj 1695 Las Palmas de Gran Canaria), var en kanarisk nunna i Sankta Klaras orden.

## Biografi
Catalina var dotter till María Ugarte och Andrés García de Balboa.
Catherine började se hemska dödsfall som ett offer. På gården där hon bodde ordnade hon en sorts gång där hon placerade snäckor, stenar, glasskärvor och andra vassa fragment så att hon gående på knä kunde botgöra och bära ett kors på sina axlar.
Catalina tillhörde den mystiken där smärta är en form av självbestraffning och en väg mot försoning för synder.
Hon var redan 28 år när hon antogs som arvsyster, utan hemgift för klostret, i klostret Clarisses i San Bernardino de Sena, i Las Palmas de Gran Canaria, där hon inträdde den 31 januari 1676. Hon tog namnet Caterina de Sant Mateu de la Concepcion. Tidigare hade hon skaffat sig ett rykte som mirakelgörare och för att ha haft visioner och andra mystiska episoder, vilket underlättade hennes acceptans i klostret.
Hon var känd för de episoder av transmigrering hon berättade om, enligt vilka hon reste utan att flytta från klostret till platser som Rom, de legendariska Sju öarna och ön Isla de San Brandán, eller till det jordiska Paradiset. Han fortsatte att ha visioner och extaser och utförde helande och profetior.
Catalina var en författare, vars verk innehöll mystik, de var skrivna i en typisk barock och passionerad stil. Dolorosas sticker ut, med stor uttrycksfullhet. Hon dog i Las Palmas de Gran Canaria den 26 maj 1695.
Fray Andrés de Abreu, Padre Provincial de los Franciscanos, ansökte 1696 om att utreda möjligheten till kanonisering. Utredningen avbröts, men togs upp igen 2007.

## Hospicio de San Juan Evangelista
Ett år efter Catalinas död sammanträffade ett antal välbeställda personer i Guía och beslöt att för donationer och insamlade medel köpa Catalinas barndomshem, och på tomten bygga ett hospicio, vilket skulle rymma fem fransciskanmunkar som gratis skulle undervisa barn och ungdomar.
En ermita uppfördes till minne av sor Catalina.
1764 stängdes el Hospicio de San Juan Evangelista i Guía på Gran Canaria. Munkarna återvände till sina ursprungliga konvent. Marken hyrdes ut och ermitan omvandlades till en spaciös bodega. Under de följande åren nådde analfabetismen skrämmande nivåer.
1767 uteslöt Consejo de Castilla att åter öppna stället.